# Guayaramerín
Guayaramerín is een kleine stad met 39.000 inwoners in het noorden van Bolivia. De stad ligt in het departement Beni, en in de provincie Vaca Diez. De stad is de hoofdstad van gelijknamige gemeente en ligt aan de westzijde van de Mamore rivier. Aan de andere kant van de rivier ligt de Braziliaanse gemeente Guajará-Mirim. De stad Guayaramerín is een permanente basis van de Boliviaanse marine. De stad heeft een klein airport, Aeropuerto Capitán de Av. Emilio Beltrán waar de maatschappijen AeroCon, TAM en Amaszonas op vliegen.
In de Mamore tussen Guayaramerín en Guajará-Mirim ligt Suárez eiland, ook wel bekend als Guajará-Mirim bij de Braziliaanse overheid. Het eiland is betwist tussen Bolivia en Brazilië, ondanks dat er al driemaal (in 1867, 1877 en 1958) pogingen zijn gedaan om het probleem op te lossen.
In de stad is een Braziliaans consulaat te vinden.